# 有価証券報告書提出会社一覧
有価証券報告書提出会社一覧（ゆうかしょうけんほうこくしょていしゅつがいしゃいちらん）は、財務局に有価証券報告書を提出している企業の一覧である。

## 上場企業
上場会社は上場市場ごとに、以下の項目を参照。
- 本則市場
  - 東京証券取引所プライム市場の企業一覧
  - 東京証券取引所スタンダード市場の企業一覧
  - TOKYO PRO Marketの企業一覧
  - 大阪証券取引所の企業一覧（東京証券取引所と統合したため、統合前最終の一覧）
  - 名古屋証券取引所プレミア市場の企業一覧
  - 名古屋証券取引所メイン市場の企業一覧
  - 福岡証券取引所本則市場の企業一覧
  - 札幌証券取引所本則市場の企業一覧

- 新興市場 
  - 東京証券取引所グロース市場の企業一覧
  - 名古屋証券取引所ネクスト市場の企業一覧
  - Q-Boardの企業一覧
  - アンビシャスの企業一覧

## 非上場企業
非上場会社は提出する財務局の管轄ごとに、以下を参照。
- 財務局提出会社
  - 北海道の有価証券報告書提出会社一覧
  - 東北の有価証券報告書提出会社一覧
  - 北陸の有価証券報告書提出会社一覧
  - 関東の有価証券報告書提出会社一覧
  - 東海の有価証券報告書提出会社一覧
  - 近畿の有価証券報告書提出会社一覧
  - 中国の有価証券報告書提出会社一覧
  - 四国の有価証券報告書提出会社一覧
  - 福岡周辺３県（佐賀、長崎、福岡）の有価証券報告書提出会社一覧
  - 九州の有価証券報告書提出会社一覧
  - 沖縄の有価証券報告書提出会社一覧
- 店頭取扱有価証券
  - グリーンシート銘柄 - 2018年3月に制度廃止
  - フェニックス銘柄 - 銘柄の指定取消しにより、現在は登録銘柄なし